# UFC on Fox: Henderson vs. Thomson

UFC on Fox: Henderson vs. Thomson, ou UFC on Fox 10, est un évènement de mixed martial arts organisé par l'Ultimate Fighting Championship. Il s'est déroulé le 25 janvier 2014 au United Center de Chicago, avec en vedette un combat entre Benson Henderson et Josh Thomson.

## Enjeux
Le combat principal oppose l'ancien champion des poids légers Benson Henderson à Josh Thomson. Thomson devait affronter le champion actuel, Anthony Pettis, mais le combat n'a pu avoir lieu à cause de la blessure de ce dernier. En cas de victoire, Thomson aura de nouveau la place d'aspirant numéro 1 et pourra donc affronter Pettis. Henderson qui est le champion sortant, a perdu son titre lors de son dernier combat. Les deux combattants sont respectivement classés 4e et 1er dans le classement officiel poids légers de l'UFC au moment de l’affrontement.
Le deuxième combat de l'affiche est également important dans la catégorie des poids lourds. Il oppose le vétéran de l'UFC Gabriel Gonzaga face au prometteur[non neutre] Stipe Miocic. Ils sont respectivement classés 12e et 8e dans le classement officiel des poids lourds de l'UFC au moment de l'affrontement.

## Carte des combats[7]
| Carte principale            |                                    |                                                          |                                              |
| Poids légers                | Benson Henderson bat Josh Thomson  | Décision partagée (48-47, 47-48, 49-46)                  |                                              |
| Poids lourds                | Stipe Miocic bat Gabriel Gonzaga   | Décision unanime (30-27, 30-27, 29-28)                   |                                              |
| Poids légers                | Donald Cerrone bat Adriano Martins | KO (coup de pied à la tête), 4:40 dans le 1er round      | KO de la soirée                              |
| Poids plumes                | Jeremy Stephens bat Darren Elkins  | Décision unanime (29-28, 30-27, 30-27)                   |                                              |
| Carte préliminaire          |                                    |                                                          |                                              |
| Poids coqs                  | Alex Caceres bat Sergio Pettis     | Soumission (étranglement arrière), 4:39 dans le 3e round | Combat de la soirée, Soumission de la soirée |
| Poids coqs                  | Eddie Wineland bat Yves Jabouin    | TKO, 4:16 dans le 2e round                               |                                              |
| Poids coqs                  | Chico Camus bat Yaotzin Meza       | Décision unanime (30-27, 29-28, 29-28)                   |                                              |
| Poids coqs                  | Hugo Viana bat Junior Hernandez    | Décision unanime (29-28, 29-28, 29-28)                   |                                              |
| Poids légers                | Daron Cruickshank bat Mike Rio     | TKO, 4:56 dans les 2e Round                              |                                              |
| Mi-moyens                   | George Sullivan bat Mike Rhodes    | Décision unanime (29-28, 29-28, 29-28)                   |                                              |
| Carte préliminaire gratuite |                                    |                                                          |                                              |
| Poids lourds                | Nikita Krylov bat Walt Harris      | TKO, 0:25 dans le 1er Round                              |                                              |